# ASP World Tour 2007
Cet article présente la saison 2007 du Championnat du monde de surf.

## Hommes

### Calendrier
| Date                      | Lieu                                | Pays                 | Compétition                   | Vainqueur      |
| ------------------------- | ----------------------------------- | -------------------- | ----------------------------- | -------------- |
| 27 février-11 mars        | Gold Coast, Queensland              | Australie            | Quiksilver Pro                | Mick Fanning   |
| 3 avril-13 avril          | Bells Beach, Victoria               | Australie            | Rip Curl Pro Surf             | Taj Burrow     |
| 4 mai-14 mai              | Teahupoo, Tahiti                    | Polynésie française  | Billabong Pro Teahupoo        | Damien Hobgood |
| 21 mai-2 juin             | Tavarua                             | Fidji                | Globe WCT Fiji                | Damien Hobgood |
| 20 juin-1er juillet       | Arica                               | Chili                | Rip Curl Pro Search           | Andy Irons     |
| 11 juillet-22 juillet     | Jeffreys Bay                        | Afrique du Sud       | Billabong Pro Jeffreys        | Taj Burrow     |
| 9 septembre-15 septembre  | Trestles, Californie                | États-Unis           | Boost Mobile Pro of Surf      | Kelly Slater   |
| 20 septembre-30 septembre | Côte du Sud-Ouest                   | France               | Quiksilver Pro France         | Mick Fanning   |
| 1er octobre-14 octobre    | Mundaka, Communauté autonome basque | Pays basque/ Espagne | Billabong Pro Mundaka         | Bobby Martinez |
| 30 octobre-8 novembre     | Florianópolis, Santa Catarina       | Brésil               | Hang Loose Santa Catarina Pro | Mick Fanning   |
| 8 décembre-20 décembre    | Banzai Pipeline, Oahu               | États-Unis           | Rip Curl Pipeline Masters     | Bede Durbidge  |

### Classement 2007
Seuls les 8 meilleurs résultats sont pris en compte (résultats non pris en compte)
| Rang | Nom                 | Pays           | Points | 1   | 2   | 3   | 4   | 5   | 6   | 7   | 8   | 9   | 10  | Remarques                    |
| 1    | Mick Fanning        | Australie      | 8136   | 1   | 3   | 2   | 3   | 3   | 17  | 1   | 3   | 1   | 17  |                              |
| 2    | Taj Burrow          | Australie      | 7104   | 3   | 1   | 9   | 17  | 1   | 33  | 5   | 2   | 5   | 5   |                              |
| 3    | Kelly Slater        | États-Unis     | 6516   | 3   | 5   | 9   | 9   | 2   | 1   | 17  | 3   | 9   | 9   |                              |
| 4    | Joël Parkinson      | Australie      | 6432   | 5   | 5   | 3   | 5   | 5   | 33  | 3   | 9   | 3   | 4   |                              |
| 5    | Bede Durbidge       | Australie      | 5774   | 2   | 9   | 9   | 33  | 9   | 17  | 33  | 5   | 9   | 1   |                              |
| 6    | Andy Irons          | États-Unis     | 5151   | 33  | 2   | 5   | 1   | 5   | 17  | 17  | 33  | NP  | 17  |                              |
| 7    | Pancho Sullivan     | États-Unis     | 4938   | 17  | 17  | 9   | 17  | 9   | 2   | 9   | 33  | 33  | 3   |                              |
| 8    | Jérémy Florès       | France         | 4770   | 9   | 17  | 5   | 17  | 17  | 3   | 17  | 5   | 17  | 9   | 11e en WQS                   |
| 9    | Dean Morrison       | Australie      | 4690   | 17  | 17  | 17  | 5   | 3   | 17  | 17  | 33  | 17  | 2   |                              |
| 10   | Bobby Martinez      | États-Unis     | 4582   | 17  | 17  | 17  | 5   | 9   | 17  | 17  | 1   | 17  | 33  |                              |
| 11   | C.J. Hobgood        | États-Unis     | 4580   | 17  | 33  | 33  | 3   | 17  | 5   | 17  | 9   | 17  | 5   | 13e en WQS                   |
| 12   | Kai Otton           | Australie      | 4563   | 9   | 33  | 3   | 9   | 33  | 17  | 17  | 33  | 2   | 17  |                              |
| 13   | Tom Whitaker        | Australie      | 4493   | 17  | 3   | 17  | 33  | 33  | 3   | 33  | 17  | 3   | 17  |                              |
| 14   | Taylor Knox         | États-Unis     | 4309   | 9   | 33  | 17  | 9   | 9   | 5   | 33  | 5   | 17  | 49  |                              |
| 15   | Damien Hobgood      | États-Unis     | 4274   | 17  | 5   | 1   | 2   | 33  | inj | inj | inj | inj | 49  |                              |
| 16   | Luke Stedman        | Australie      | 4177   | 17  | 33  | 5   | 33  | 9   | 33  | 17  | 9   | 9   | 9   |                              |
| 17   | Chris Ward          | États-Unis     | 3987   | 17  | 17  | 9   | 9   | 17  | 9   | 33  | 33  | 33  | 5   |                              |
| 17   | Michael Campbell    | Australie      | 3987   | 5   | 9   | 9   | inj | 17  | 17  | 33  | 17  | 9   | 33  |                              |
| 19   | Adrian Buchan       | Australie      | 3982   | 33  | 17  | 9   | 17  | 9   | 17  | 17  | 17  | 17  | 5   | 7e en WQS                    |
| 19   | Rodrigo Dornelles   | Brésil         | 3982   | 33  | 17  | 17  | 33  | 17  | 9   | 5   | 17  | 9   | 17  | 3e en WQS                    |
| 21   | Neco Padaratz       | Brésil         | 3934   | 33  | 33  | 33  | 33  | 17  | 9   | 5   | 17  | 5   | 9   |                              |
| 22   | Leonardo Neves      | Brésil         | 3797   | 17  | 9   | 33  | 17  | 33  | 17  | 17  | 9   | 5   | 49  |                              |
| 23   | Frederick Patacchia | États-Unis     | 3675   | 33  | 9   | 33  | 9   | 9   | 9   | 33  | 33  | 33  | 9   |                              |
| 24   | Bruce Irons         | États-Unis     | 3660   | 9   | 9   | 17  | 17  | 17  | 17  | 33  | 33  | 17  | 17  |                              |
| 24   | Ricky Basnett       | Afrique du Sud | 3660   | 17  | 17  | 17  | 17  | 17  | 17  | 9   | 17  | 9   | 49  |                              |
| 26   | Daniel Wills        | Australie      | 3617   | 9   | 9   | 17  | 9   | 5   | 33  | 33  | 33  | inj | '49 |                              |
| 27   | Royden Bryson       | Afrique du Sud | 3612   | 33  | 5   | NP  | 17  | 17  | 17  | 9   | 9   | 33  | 49  | 18e en WQS                   |
| 28   | Phillip MacDonald   | Australie      | 3607   | 17  | 17  | 33  | 17  | 33  | 33  | 9   | 5   | 17  | 17  | Rétrogradé en WQS            |
| 28   | Adriano de Souza    | Brésil         | 3607   | 17  | 17  | 17  | 33  | 5   | 17  | 33  | 9   | 17  | 33  | repêché 16e en WQS           |
| 30   | Greg Emslie         | Afrique du Sud | 3527   | 9   | inj | 33  | 33  | 17  | 33  | 2   | 17  | 33  | 17  | Rétrogradé en WQS            |
| 31   | Travis Logie        | Afrique du Sud | 3485   | 9   | 9   | 17  | 9   | 9   | 33  | inj | inj | inj | inj | Repêché car blessé           |
| 32   | Bernardo Miranda    | Brésil         | 3480   | 33  | 17  | 9   | 33  | 17  | 33  | 9   | 9   | 33  | 17  | Rétrogradé en WQS            |
| 32   | Dayyan Neve         | Australie      | 3480   | 33  | 17  | 17  | 33  | 33  | 33  | 9   | 17  | 9   | 9   | repêché 19e en WQS           |
| 34   | Josh Kerr           | Australie      | 3422   | 5   | 33  | 33  | 17  | 33  | 9   | 17  | 17  | 33  | 17  | Rétrogradé en WQS            |
| 34   | Cory Lopez          | États-Unis     | 3422   | 17  | 33  | 5   | 9   | 33  | 33  | 17  | 33  | 17  | 17  | Rétrogradé en WQS            |
| 34   | Raoni Monteiro      | Brésil         | 3422   | 9   | 17  | 33  | 17  | 33  | 17  | 5   | 33  | 17  | 33  | Rétrogradé en WQS            |
| 37   | Ben Dunn            | Australie      | 3374   | 5   | 9   | 33  | 17  | 33  | 5   | 33  | 33  | inj | inj | Repêché par l'ASP            |
| 38   | Troy Brooks         | Australie      | 3328   | 33  | 33  | 17  | 33  | 33  | 5   | 3   | 33  | 33  | 17  | Rétrogradé en WQS            |
| 39   | Shaun Cansdell      | Australie      | 2920   | 33  | 33  | 17  | 33  | 33  | 9   | 33  | 17  | 9   | 49  | Rétrogradé en WQS            |
| 40   | Victor Ribas        | Brésil         | 2915   | 33  | 33  | 17  | 17  | 33  | 17  | 17  | 9   | 33  | 33  | Rétrogradé en WQS            |
| 41   | Trent Munro         | Australie      | 2725   | 17  | 33  | 17  | NP  | 17  | 33  | 17  | 17  | NP  | inj | Arrête la compétition        |
| 42   | Luke Munro          | Australie      | 2545   | 33  | 33  | 33  | 33  | 17  | 33  | 9   | 17  | NP  | 49  | repêché 20e en WQS           |
| 43   | Gabe Kling          | États-Unis     | 2540   | 33  | 33  | 17  | 33  | 33  | 33  | 33  | 17  | 17  | 17  | Rétrogradé en WQS            |
| 44   | Michael Lowe        | Australie      | 2355   | 33  | 17  | 33  | 17  | 17  | 33  | 33  | 33  | inj | 49  | Arrête la compétition        |
| 45   | Mark Occhilupo      | Australie      | 2170   | 33  | 17  | 33  | inj | 33  | 33  | 17  | 33  | 33  | 33  | Arrête la compétition        |
| 46   | Tim Reyes           | États-Unis     | 1800   | inj | inj | inj | inj | inj | inj | 33  | 33  | inj | 33  | repêché car longtemps blessé |
| 47   | David Weare         | Afrique du Sud | 900    | NP  | NP  | NP  | 33  | NP  | NP  | NP  | inj | inj | inj | Rétrogradé en WQS            |

- Pour la qualification pour le WCT 2008 Les 27 premiers sont qualifiés.
- La WQS qualifie les 15 premiers non déjà requalifiés en WCT (Rodrigo Dornelles 3e, Adrian Buchan 7e, Jérémy Florès 11e, C.J. Hobgood 13e et Royden Bryson 18e offrant ainsi 5 places supplémentaires). Donc le 20e WQS est qualifié.
- Sont donc repêchés : Adriano de Souza 16e, Dayyan Neve 19e et Luke Monroe 20e.
- Sont également repêchés : Travis Logie, Tim Reyes pour cause de blessure et Ben Dunn par choix de l'ASP.

À ces 33 surfeurs s'ajoutent 12 nouveaux venus du WQS : (classement entre parenthèses) Jordy Smith  Afrique du Sud (1), Dane Reynolds  États-Unis (2), Jay Thomson  Australie (4), Tiago Pires  Portugal (5), Aritz Aranburu  Espagne (6), Ben Bourgeois  États-Unis (8), Jihad Kohdr  Brésil (9), Kieren Perrow  Australie (10), Roy Powers  États-Unis (12), Hector Alves  Brésil (14), Mikaël Picon  France (15) et Daniel Ross  Australie (17).
- L'ASP a choisi un 48e surfeur en qualité de remplaçant: Nic Muscroft (AUS) 21e au WQS.
- L'ASP a aussi choisi 3 autres remplaçants : Phillip MacDonald  Australie 28e en WCT, Gabe Kling  États-Unis 22e en WQS et Greg Emslie  Afrique du Sud 30e en WCT.

## Femmes

### Calendrier
| Date                    | Lieu                                             | Pays       | Événement               | Vainqueur         |
| ----------------------- | ------------------------------------------------ | ---------- | ----------------------- | ----------------- |
| 27 février-11 mars      | Gold Coast, Queensland                           | Australie  | Roxy Pro                | Chelsea Hedges    |
| 3 avril-8 avril         | Bells Beach, Victoria                            | Australie  | Rip Curl Pro            | Stéphanie Gilmore |
| 20 août-27 août         | Praia da Tiririca, Itacare, Bahia                | Brésil     | Billabong Girls         | Samantha Cornish  |
| 4 septembre-9 septembre | Liencres, Cantabria                              | Espagne    | Rip Curl Girls Festival | Sofía Mulánovich  |
| 9 octobre-14 octobre    | Northern Beaches, Sydney, Nouvelle-Galles du Sud | Australie  | NAB Beachley Classic    | Stéphanie Gilmore |
| 30 octobre-4 novembre   | Mancora, Piura                                   | Pérou      | Mancora Peru Classic    | Stéphanie Gilmore |
| 23 novembre-6 décembre  | Sunset Beach, Oahu, Hawaï                        | États-Unis | Roxy Pro                | Sofía Mulánovich  |
| 8 décembre-20 décembre  | Honolua Bay, Maui, Hawaï                         | États-Unis | Billabong Pro           | Stéphanie Gilmore |

### Classement final
| Rank | Name                | Country        | Points | Remarques                   |
| ---- | ------------------- | -------------- | ------ | --------------------------- |
| 1    | Stéphanie Gilmore   | Australie      | 6708   | 2e WQS                      |
| 2    | Sofía Mulánovich    | Pérou          | 5947   | 11e WQS                     |
| 3    | Silvana Lima        | Brésil         | 5342   | 9e WQS                      |
| 4    | Samantha Cornish    | Australie      | 4620   | 8e WQS                      |
| 5    | Layne Beachley      | Australie      | 4610   |                             |
| 6    | Amee Donohoe        | Australie      | 4406   | 10e WQS                     |
| 7    | Chelsea Hedges      | Australie      | 4238   | Se retire de la compétition |
| 8    | Jessi Miley-Dyer    | Australie      | 4165   | 3e WQS                      |
| 9    | Rebecca Woods       | Australie      | 3582   | 12e WQS                     |
| 10   | Melanie Bartels     | États-Unis     | 3168   | 7e WQS                      |
| 11   | Megan Abubo         | États-Unis     | 3054   | Repêchée car 4e WQS         |
| 12   | Rosanne Hodge       | Afrique du Sud | 3000   | Repêchée ASP                |
| 13   | Claire Bevilacqua   | Australie      | 2976   | Repêchée remplaçante        |
| 14   | Jacqueline Silva    | Brésil         | 2834   | Repêchée car 1e WQS         |
| 15   | Melanie Redman-Carr | Australie      | 2592   | Repêchée car 5e WQS         |
| 16   | Caroline Sarran     | France         | 2322   | Rétrogradée en WQS          |
| 17   | Rochelle Ballard    | États-Unis     | 1890   | Se retire de la compétition |
| 18   | Leylani Gryde       | États-Unis     | 1152   | Rétrogradée en WQS          |

- Pour la qualification au WCT 2008 les 10 premières sont qualifiées.
- Le WQS qualifie les 7 premières non requalifiées pour le WCT 2008 Sont ainsi repêchées : Jacqueline Silva 1re, Megan Abubo 4e, Melanie Redman-Carr 5e.
- Rosanne Hodge a été repêchée par l'ASP à la suite du retrait de la compétition de Chelsea Hedges.
- À ces 14 surfeuses s'ajoutent 3 nouvelles venues du WQS :  Karina Petroni  États-Unis 6e, Serena Brooke  Australie13e, Nicola Atherton  Australie 14e.
- l'ASP a repêché Claire Bevilacqua 13e en WCT en qualité de remplaçante.
- l'ASP a nommé également comme remplaçantes : Laurine McGrath  États-Unis 17e en WQS et Caroline Sarran  France 16e en WCT.
- Finalement les 13 premières WCT et 14 premières WQS constitueront le plateau 2008 (tenant compte du double classement de beaucoup de filles).

## Statistiques de l'année

### Victoires par nations
| Pays           | Hommes WCT | Femmes WCT | Hommes WQS | Femmes WQS | WLT | Total |
| -------------- | ---------- | ---------- | ---------- | ---------- | --- | ----- |
| Australie      | 6          | 6          | 10         | 7          |     | 29    |
| États-Unis*    | 5          |            | 9          | 2          |     | 16    |
| Brésil         |            |            | 6          | 3          |     | 9     |
| France         |            |            | 4          | 3          |     | 7     |
| Afrique du Sud |            |            | 4          |            |     | 4     |
| Allemagne      |            |            | 3          |            |     | 3     |
| Pérou          |            | 2          |            |            |     | 2     |
| Espagne        |            |            | 2          |            |     | 2     |
| Japon          |            |            | 2          |            |     | 2     |
| Porto Rico     |            |            | 1          |            |     | 1     |
| Argentine      |            |            |            | 1          |     | 1     |
| Total          | 11         | 8          | 41         | 15         | 0   | 75    |

- * dont  Hawaï : 6 (1 WCT homme, 3 WQS hommes et 1 WQS femme)